# Apomys lubangensis
Apomys lubangensis es una especie de roedor de la familia Muridae.

## Distribución geográfica
Son endémicos de la isla de Lubang (Filipinas). 